# Caresse Crosby
Caresse Crosby   (Nova York, 20 d'abril de 1892 - Roma, 24 de gener de 1970) Mary Phelps Jacob va ser la dissenyadora/inventora del sostenidor modern. També va ser publicista, activista per la pau i poeta i una mecenes nord-americana de les arts, editora i la dona que Time anomenava la "padrina literària de la generació perduda d'escriptors expatriats a París". Ella i el seu segon marit, Harry Crosby, van fundar el Black Sun Press a París, que va publicar els primers llibres d'escriptors com Charles Bukowski, Kay Boyle, Robert Duncan, Ernest Hemingway, James Joyce, Archibald MacLeish, Henry Miller o Anaïs Nin.

## Biografia
Caresse Crosby va néixer el 20 d'abril del 1891 a New Rochelle, a l'estat de Nova York. era la filla gran de Mary (de soltera Phelps) Jacob i William Hearn Jacob, tots dos descendents de famílies colonials americanes: la seva mare de la família William Phelps i el seu pare dels Van Rensselaer. La seva mare era filla del general de la Guerra Civil Walter Phelps, i tenia dos germans, Leonard i Walter "Bud" Phelps Jacob. Li van posar de nom Mary, però els seus amics i família li deien "Polly" per poder-la diferenciar de la seva mare.
La família de Caresse no era gaire rica, però vivien una qualitat de vida alta. Va tenir una infància privilegiada on s'incloïen escoles privades com Mr. Chopin School, encara que no li agradava estudiar. També feia classes de ball i classes de muntar a cavall. L'any 1914 va ser presentada al Rei Jordi V del Regne Unit en una recepció a l'aire lliure.
Va créixer, va dir més tard, "en un món on només existien les bones olors. El que jo volia normalment s'aconseguia". Era una estudiant poc interessada. L'autor Geoffrey Wolff va escriure que Polly "va viure la seva vida en somnis".
El 1908 (quan ella tenia 17 anys) va morir el seu pare, se’n va anar a viure amb la seva mare a la casa que tenien a Watertown (Massachusetts). Aquell mateix estiu va conèixer Richard Peabody, el qual seria anys després el seu marit. Es va graduar de l'escola Rosemary Hall l'any 1910 (amb 19 anys).

## Invenció del “Backless brassiere”
Caresse tenia 19 anys i estava vestint-se pel "Debutante Ball" (ball per presentar-se a la societat). Quan es va mirar al mirall va veure que la seva cotilla sobresortia del vestit per la part de l'escot. Va cridar a la seva criada i li va dir que li portés un parell de mocadors de seda, un cordó, una cinta rosa, fil i agulla. Amb aquests cinc objectes (aparentment aleatoris) va crear la base del sostenidor modern. El va anomenar "backless brassiere" (literalment "cotilla sense esquena"), encara que al final el va resumir a "bra" (sostenidor). En realitat, el seu disseny de sostenidor no sostenia els pits, el que feia era aplanar-los, però al contrari de la cotilla que era rígida el model que ella havia creat era lleuger, suau i còmode.
Va entrar a la festa i va cridar l'atenció a la gent per la llibertat dels seus moviments en ballar. Als pocs minuts les seves amigues li van preguntar com es podia moure de manera tan lliure. Caresse els va explicar que no portava una cotilla i els va mostrar el seu invent. Elles li van demanar si els podia fer un disseny similar. Uns dies més tard un home desconegut li va demanar un exemplar del sostenidor i a més s'oferí a pagar-li un dòlar per fer-lo. Des d'aquell moment va saber que podia ser un negoci rendible.

### Patent
El 3 de novembre del 1914 (amb 23 anys) va obtenir la patent Arxivat 2016-02-01 a Wayback Machine. a l'Oficina de Patents i Marques dels Estats Units. Ella mateixa definia el seu invent com a "adient per a dones de diferents mides" i també el va descriure que era "tan eficient que fins i tot el poden portar les persones que fan esports de molt moviment com el tenis".
Encara que el disseny de Caresse era el primer als Estats Units, hi havia dissenys similars anteriors al seu.

### Carrera Professional
Després de casar-se amb Richard Peabody (el seu primer marit), Caresse va crear la seva empresa amb el nom de "Fashion Form Brassière Company".
La seva botiga de fabricació estava ubicada a Washington Street (Boston) on va obrir dues botigues de Taller de treball esclau on treballaven dones que confeccionaven els sostenidors durant l'any 1922. La botiga també servia per a les trobades romàntiques amb en Harry Crosby (el qual en un futur seria el seu segon marit).
Com que el negoci no va tenir gaire fama va vendre el seu negoci i la patent a The Warner Brothers Corset Company a Bridgeport (Connecticut) per 1.500 $ (uns 16.000 Euros actuals).
Warner va fabricar el sostenidor "Crosby" durant un temps, però com que l'estil no agradava es va deixar de fer i es va confeccionar un disseny millorat. Gràcies a la patent de Caresse, Warner va guanyar més de 15 milions de dòlars en vendes, sobretot quan als anys 30 va desaparèixer la cotilla i es va popularitzar el sostenidor.

## Matrimonis i vida familiar

### Matrimoni amb Richard Peabody
Richard (“Dick”) Peabody va créixer a la classe alta de Boston. Va estudiar a l'escola Groton, una escola petita però exclusiva que havia fundat el seu oncle, el Reverend Endicott Peabody. Més tard va estudiar a la Universitat Harvard.
L'any 1915, (quan la Polly tenia 24 anys) Polly Jacob i Richard Peabody es van casar. Els va casar l'oncle d'en Richard, l'Endicott Peabody. Un any després de casar-se, Polly es va quedar embarassada del seu primer fill, el qual li van posar el nom de William Jacob, que va néixer el 4 de febrer del 1916. Al principi, Richard Peabody estava il·lusionat pel fet de ser pare, però a mesura que passaven els mesos es va començar a cansar, ja que el nen li robava molt de temps i energia a la Caresse. Cansat i estressat de la seva família, va allistant-se per lluitar a la Primera Guerra Mundial. El dia 12 d'agost del 1917 va néixer la segona filla, Poleen Wheatland, però en Richard Peabody no va assistir al seu naixement perquè estava al Camp de Formació d'Oficials, situat a Plattsburgh (Nova York). Quan les guerres van acabar, en Richard es va tornar alcohòlic.
El 1920, la Polly va conèixer a en Harry Crosby i va tenir una aventura. Dos anys després (al febrer de l'any 1922) Polly i Richard es van divorciar. Un temps després, en Richard es va recuperar del seu alcoholisme i va publicar un llibre titulat The Common Sense of Drinking (1933). El seu llibre es va convertir en best-seller i va ser de gran influència pels Alcohòlics Anònims.

### Matrimoni amb Harry Crosby
Harry va estudiar a escoles privades fins als 19 anys i va servir de voluntari a l'American Field Service com a conductor d'ambulància. El 22 de novembre de 1917, mentre ell anava conduint, l'ambulància va ser destruïda per foc d'artilleria, encara que, miraculosament, en va sortir il·lès. L'any 1919, en Crosby va ser un dels estatunidencs més joves de rebre la Croix de Guerre de part de l'Estat Francès.
En tornar de la Primera Guerra Mundial i mentre completava la seva llicenciatura a la Universitat Harvard, Harry va conèixer a Polly. Es van conèixer, exactament, el 4 de juliol del 1920, en un pícnic del Dia de la Independència, on Harry es va enamorar d'ella encara que quasi no havien enraonat. Finalment, després que en Harry insistís, es van veure a soles i van tenir relacions sexuals quan la Polly encara estava amb en Richard.
En Harry va assetjar a la Polly, i al maig del 1921, quan ella no li va correspondre l'amor, va amenaçar de suïcidar-se si la Polly no es casava amb ell.

### Mudança a París
El 9 de setembre del 1922, Polly i Harry, es van casar a l'ajuntament de Nova York. Dos dies després es van mudar a París. Es van unir a la Generació perduda d'expatriats estatunidencs. En Harry i la Polly van adoptar un estil de vida bohèmia, vivint del fons financer d'en Harry, uns 12.000 dòlars l'any (aproximadament 162.000 dòlars actuals). Van tenir un matrimoni obert amb pactes de suïcidi, drogues, festes i viatges llargs. L'any 1924 Polly es va canviar el nom a Caresse (que en català és carícia), ja que li semblava més adient pel tipus de personalitat que ella tenia.

### Publicació de poesia i nous autors
Caresse i Harry van publicar el seu primer llibre, Crosses of Gold, l'any 1924. El llibre, que havia escrit Caresse, era sobre poesia centrada en l'amor, la bellesa i el seu espòs. A l'editorial li van posar de nom Éditions Narcisse, encara que, l'any següent li van canviar el nom a Black Sun Press. Es van convertir en publicistes de les primeres obres dels autors emergents que estaven lluitant per ser publicats (James Joyce, Kay Boyle…).

### Suïcidi d'en Harry
Harry va ser trobat juntament amb Josephine (la seva amant de 20 anys), a les 10 de la nit, el dia 9 de desembre del 1929, a l'Hotel des Artistes. Van trobar els cossos sense vida, mig abraçats sobre el llit del hotel, amb un forat de bala al cap. En Harry tenia el forat a la part dreta del cap, i na Josephine el tenia a la part esquerra. A l'hora d'anunciar la tragèdia pels mitjans de comunicació, la premsa no va saber especificar si va ser un assassinat amb un suïcidi o un doble suïcidi.

## Final de la seva vida
En Harry va deixar d'herència a Caresse uns 100.000 dòlars (aproximadament 1.425.000 dòlars actuals). La família d'en Harry va declarar invàlid el testament, encara que la Caresse va rebre uns 22.000 $ actuals a l'any fins a rebre els béns que li pertocaven. Després de la mort del seu marit, Caresse va ser coneguda com a Mary Caresse Crosby. Va tornar a París per continuar dirigint el Black Sun Press, va fundar "Women against War" (una associació que vetllava per la pau) i va tenir una relació llarga amb l'actor-boxejador afroamericà, Canada Lee. Després de la Segona Guerra Mundial, va continuar lluitant per la pau, Per acabar, es va comprar un castell del segle xv al nord de Roma, on va passar els seus últims anys de vida.

## Mort
Com que patia una malaltia cardíaca, va rebre una cirurgia experimental a cor obert a la Mayo Clinic. Va morir per complicacions de pneumònia a Roma (Itàlia), el 24 de gener del 1970 (als 78 anys).